# Брук Хајланд (Алабама)
Брук Хајланд (енгл. Brook Highland) насељено је место без административног статуса у америчкој савезној држави Алабама.

## Демографија
По попису из 2010. године број становника је 6.746.
| Група             | 2000.    | 2010.         |
| Белци             | 0 (0,0%) | 4.728 (70,1%) |
| Афроамериканци    | 0 (0,0%) | 1.092 (16,2%) |
| Азијати           | 0 (0,0%) | 295 (4,4%)    |
| Хиспаноамериканци | 0 (0,0%) | 529 (7,8%)    |
| Укупно            | 0        | 6.746         |